# اوریدین منوفسفات سنتاز
اوریدین منوفسفات سنتاز (به انگلیسی: Uridine monophosphate synthetase) نوعی آنزیم است که تشکیل اوریدین منوفسفات را کاتالیز می‌کند. این آنزیم به نام‌های اوروتات فسفوریبوزیل ترانسفراز و اوروتیدین-۵-دکربوکسیلاز هم خوانده می‌شود. در بسیاری از مسیرهای بیوسنتز، اوریدین منوفسفات نقش یک مولکول حامل انرژی را بازی می‌کند. در انسان ژن کد کننده این آنزیم بر روی بازوی بلند کروموزوم ۳ قرار دارد.

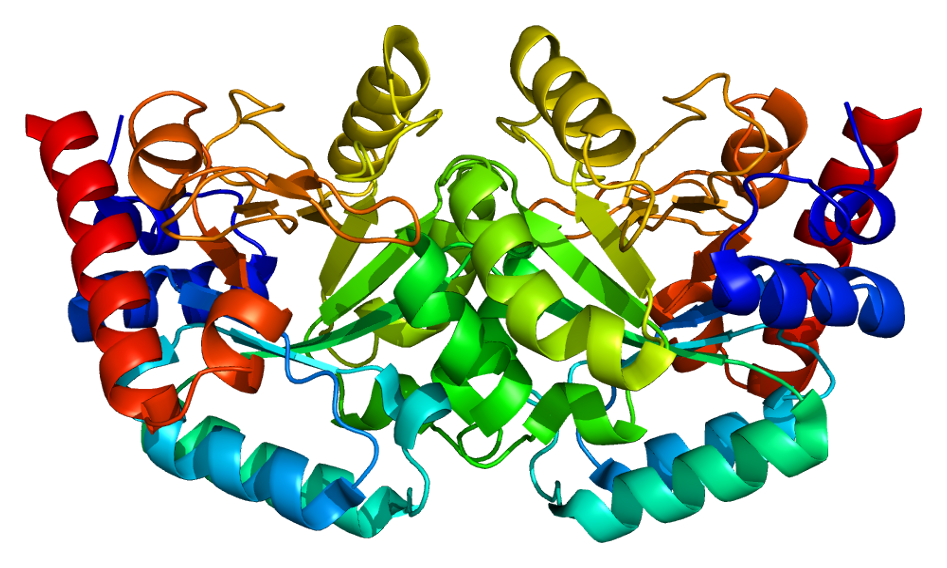
آنزیم اوریدین منوفسفات سنتاز